# Ophiocoma aethiops
Ophiocoma aethiops is een slangster uit de familie Ophiocomidae. De wetenschappelijke naam van de soort werd in 1859 gepubliceerd door Christian Frederik Lütken.